# Accent circumflex

Accent circumflex

Accentul circumflex (din latină circumflexus) este un semn diacritic din alfabetele latin, grec și chirilic. El este utilizat în scrierea multor limbi și în diverse scheme de romanizare și transcriere.

Litere din alfabetul latin cu accent circumflex.